# Sacré-Cœur (Rouen)

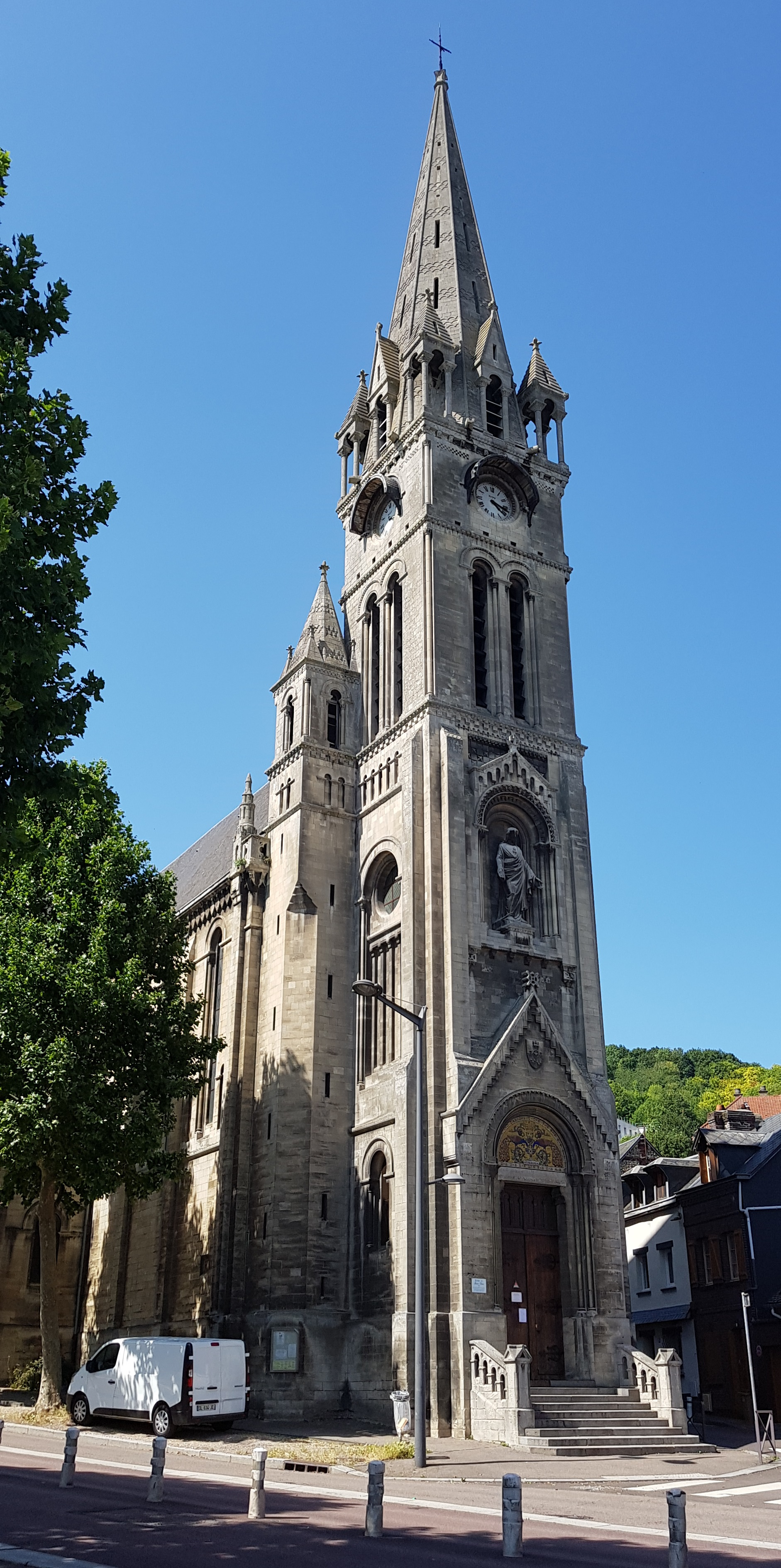
Basilika Sacré-Cœur

Die Basilika Sacré-Cœur ist eine römisch-katholische Kirche in Rouen in der Normandie, Frankreich. Die Herz-Jesu-Kirche gehört zum Erzbistum Rouen und hat den Rang einer Basilica minor. Sie wurde im Übergang zum 20. Jahrhunderts im Stil der Neoromanik errichtet.

## Geschichte
Um das Gebiet im Westen der Stadt besser abzudecken, das von den Kirchen La Madeleine und Saint-Gervais versorgt wurde, die sich ziemlich weit von diesem Viertel entfernt befanden, startete der Pfarrer von La Madeleine, Abbé Daubeuf, das Projekt einer Kapelle im westlichen Vorort der Stadt an der Grenze zu Déville-lès-Rouen. Er wird in seiner Initiative von Erzbischof Léon-Benoit-Charles Thomas, dem späteren Kardinal, unterstützt, der den Vikar von Saint-Gervais, Abbé Allard, für die Realisierung des Projekts auswählte.
Der hinzugezogene Architekt Lucien Lefort entwarf die Kirche im neoromanischen Stil. Die Bauarbeiten begannen 1890. Das Kirchenschiff wurde am 26. Juni 1891 geweiht. Der später errichtete Glockenturm wurde am 2. Juni 1912 von Erzbischof Frédéric Fuzet gesegnet. Die Kirche wurde am 23. März 1918 durch Papst Benedikt XV. zur Basilica minor erhoben und am 31. Mai 1918 geweiht.
Anlässlich der Hundertjahrfeier der Basilika wurde am 23. Juni 1991 das Fenster mit den Erscheinungen Christi vor der heiligen Margareta Maria gesegnet.

## Architektur
Die Kirche ist zwischen zwei zusammenlaufenden Straßen eingezwängt, die eine dreieckige Grundstücksfläche begrenzen, was sich direkt auf den Grundriss der Kirche auswirkt. Daraus ergibt sich eine sehr schmale Fassade und ein Gebäude, das sich zum Chor hin allmählich verbreitert. Außerdem ist das Gelände abschüssig: Der Haupteingang erfolgt über eine doppelläufige Treppe (eine außen, die andere innen), und der Chor ist im Vergleich zum Kirchenschiff noch höher gelegen.
Das Gebäude weist einen an diese Besonderheiten angepassten Grundriss in Form eines lateinischen Kreuzes auf. Das Kirchenschiff umfasst fünf Joche, wobei die ersten drei von recht schmalen Galerien flankiert werden, die in den beiden folgenden zu regelrechten Seitenschiffen werden. Daran schließt sich erst das Querschiff und dahinter der Chor mit zwei Jochen vor der fünfseitigen Apsis an. Er ist von einem doppelten Chorumgang mit einem Kapellenkranz aus sieben Kapellen umgeben, der ungefähr die gleiche Gesamtbreite einnimmt.  Das Obergeschoss besteht aus großen Arkaden und hohen Fenstern, die durch eine Galerie getrennt sind, die das gesamte Bauwerk durchzieht.

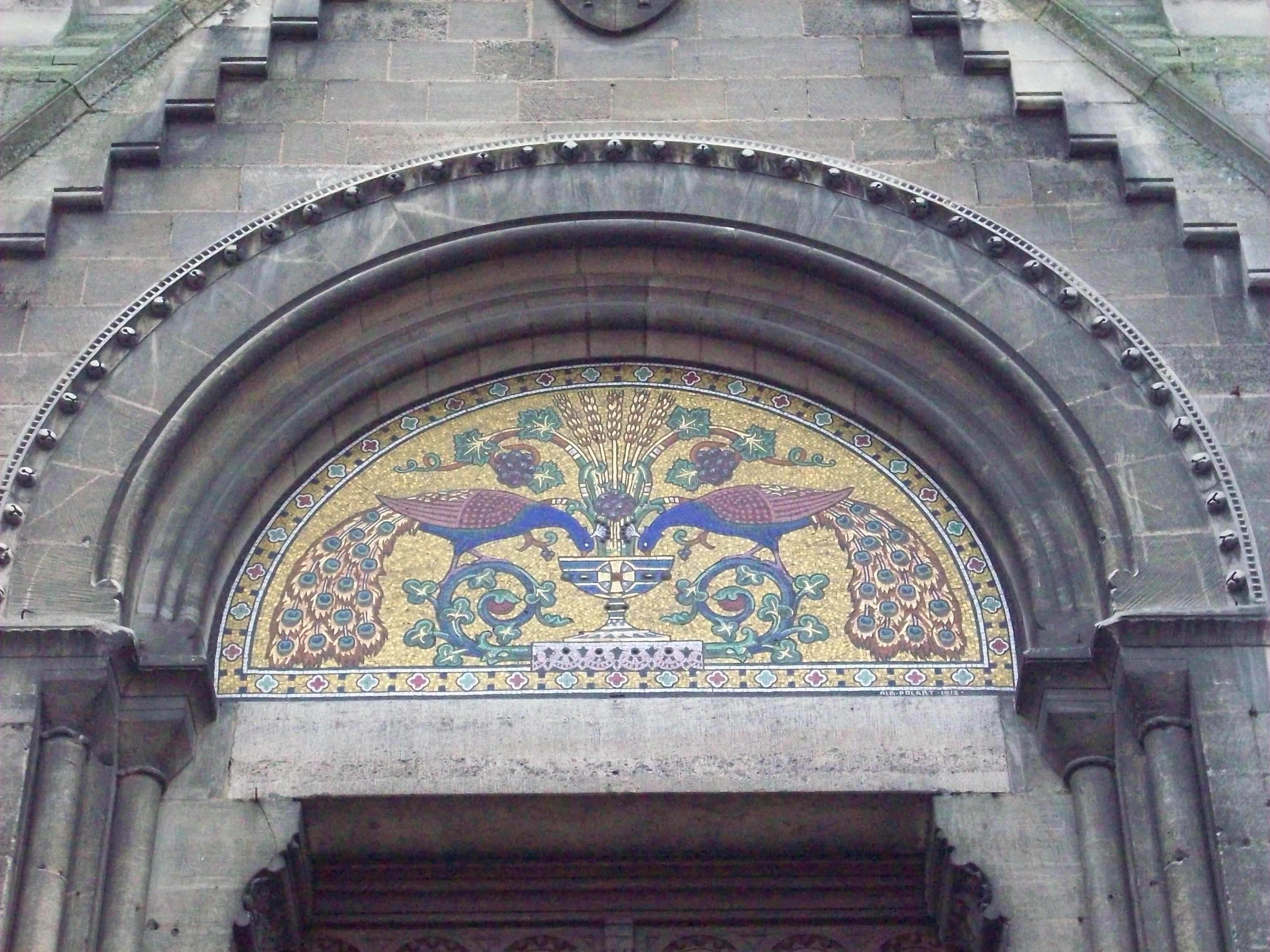
Tympanon

Die Hauptfassade, die daher sehr schmal ist, besteht aus einem Glockenturm mit Portal, der über der Tür ein Tympanon mit einem Mosaik aufweist. Es stellt zwei Pfauen dar, die aus dem Lebensbrunnen trinken, ein Werk von Albert Polart. Darüber befindet sich eine Nische mit einer Statue des Heiligen Herzens, ein Werk von Raoul Bonet. Der Glockenturm aus dem Stein von Saint-Maximin, der eine Turmspitze bildet, wird von einem Eisenkreuz gekrönt, das von dem Schlosser André Rochon gefertigt wurde.
Der Hauptaltar ist ein Werk von Alphonse Guilloux und wird von einer Marmorstatue des Heiligen Herzens gekrönt, die von dem Bildhauer Eugène Bénet geschaffen wurde.
Die Basilika verfügt außerdem über eine Chororgel des Orgelbauers Ernest Bouillou aus Rouen mit einem Gehäuse im neoromanischen Stil von Bonet. Am Eingang des Kirchenschiffs auf der linken Seite befindet sich eine monumentale Grablegung in der Tradition des Mittelalters, die 1917 von Auguste Coutin in Stein gemeißelt wurde.
Die Kirche besitzt eine Kapelle, die dem heiligen Fiacrius gewidmet ist, dem Schutzpatron der Bruderschaften der Gemüsebauern und Gärtner, deren Viertel dies früher war. Die Feierlichkeiten zu St. Fiacrius finden in der Basilika am ersten Sonntag im September statt. Die Bruderschaft Saint-Fiacre schmückt die Kirche mit Blumen, Früchten und Gemüse. Weiterhin enthält die Kirche Fresken, die sogenannten Fresken des Heiligen Herzens und des Allerheiligsten Sakraments.